# Йоан Епифански
Йоан Епифански (на старогръцки: Ιωάννης Επιφανεύς) е византийски историк от края на 6 век.
Той е роден в Епифана (днес Хама в Сирия), Той е християнин и братовчед на Евагрий Схоластик. Той следва право и през 590 г. е съветник по право (consiliarius) на Григорий, патриархът на Антиохия. Персийският великцар Хосров II бяга в Римската империя и получава обратно царството си с помощта на император Маврикий. Йоан пътува до Персия.
Йоан пише история за персийската война срещу Хосров I по времето на Юстин II и Маврикий.

## Издания и преводи
- Geoffrey B. Greatrex, Samuel N.C. Lieu: The Roman Eastern Frontier and the Persian Wars. Part II AD 363–630. A narrative sourcebook. Routledge, London und New York 2002, S. 351 (index, Joh. Epiph.).
- Carl Müller: Fragmenta historicorum graecorum. Bd. 4. Paris 1851, S. 272–276 (online).